# جاناتان پیج (دوچرخه‌سوار)
جاناتان پیج (انگلیسی: Jonathan Page؛ زادهٔ ۱۶ سپتامبر ۱۹۷۶) دوچرخه‌سوار اهل ایالات متحده آمریکا است.
وی در مسابقات کشوری و بین‌المللی در مجموع برندهٔ ۱ مدال نقره شده‌است.